# Christophe Bec
Pour les articles homonymes, voir Bec (homonymie).
 (octobre 2018).
Christophe Bec est un auteur de bande dessinée français, né le 24 août 1969 à Rodez en Aveyron. Il est connu pour avoir dessiné Zéro absolu, Sanctuaire (écrit par Xavier Dorison), Bunker (coécrit avec Stéphane Betbeder) ou Prométhée. Christophe Bec est également l’auteur des séries Carthago, Pandemonium, Sarah, Olympus Mons et Under, écrites pour le dessinateur italien Stefano Raffaele.
Il est le frère de Guilhem, dessinateur de Space Mounties sur le scénario de Pierre Veys et de Zarla écrit par Jean-Louis Janssens.

## Biographie

### Jeunesse et formation
Christophe Bec est né le 24 août 1969 à Rodez où, même s'il a vécu ses premiers mois avec ses parents au Maroc, il passe toute son enfance auprès de son frère Guilhem, né trois ans après lui. Il découvre les bandes dessinées, avec L’Extraordinaire Odyssée de Corentin de Paul Cuvelier dans son recueil du Journal Tintin, Les Aventures de Tintin et, surtout, Astérix découvert à l'âge de dix ans chez ses grands-parents quand il était malade à cause d'une rougeole. « Mais c’est vraiment après cet épisode de la rougeole que j’ai su que je serai auteur de bande dessinée quand je serai grand », se souvient-il. « Ensuite, j’ai travaillé en autodidacte pendant des années et monté des petits fanzines imprimés avec la photocopieuse du photographe du village où nous habitions, jusqu’à ce que ça devienne plus sérieux avec Esquisse ». À onze ans, il crée un personnage de reporter nommé Guy Rébut pour un album de quarante-six pages intitulé L’Énigme Bright et, avec son frère Guilhem, le fanzine Esquisse comprenant trois histoires à suivre et cinq récits complets, tiré à une cinquantaine d'exemplaires. Ils essaient d’ailleurs de les vendre dans différentes manifestations locales.

« La principale chose que j’y ai apprise, c’est qu’il ne faut pas limiter son champ d’influence à la bande dessinée, c’est qu’il faut être curieux des autres arts. Pour ma part, j’ai compris que j’avais une vision trop limitée des choses qui enfermait mon dessin dans des codes éculés, alors je me suis tourné vers le cinéma pour enrichir mon univers. J’ai bouffé pendant deux ou trois ans une quantité de films hallucinante et ce dans tous les genres. Après, il m’a fallu digérer tout ça, ça m’a pris des années, mais je pense que c’est cette période qui a construit mon style. »

— Christophe Bec, à propos de l’École européenne supérieure de l'image
Il entre en 1990 à l’École européenne supérieure de l'image d’Angoulême (EESI), où il côtoie les jeunes auteurs Éric Hübsch, Stéphane Servain, David Prudhomme et Aristophane. Un an plus tard, le syndicat d'Initiative de Marvejols lui propose la réalisation d'un album historique sur la Bête du Gévaudan, qu'il réalise ensuite avec ses condisciples (Éric Hübsch, Raphaël Vaillant et Stéphane Servain) dans son atelier chez lui. « J'avais créé chez moi un atelier, on a réalisé à plusieurs un album historique sur la Bête du Gévaudan, une commande, on avait quatre mois pour le boucler. Là j'ai pris un sérieux raccourci, j'ai appris en quelques mois ce que j'aurais mis des années à apprendre », raconte-il. L'album, tiré à trois mille exemplaires, reçoit un prix Défi Jeune[réf. nécessaire].

### Carrière
Christophe Bec signe en 1992 son premier contrat avec les éditions Soleil, chez qui il dessine les planches de Dragan sur un scénario d’Éric Corbeyran ; l’album sort l'année suivante. « Les ventes ont été décevantes et j’étais très mal payé », raconte-il dans une interview. « Mourad Boudjellal m’a alors proposé de travailler avec Simon Rocca en étant payé plus du double. J’étais un jeune auteur et c’était difficilement refusable. Je crois qu’Éric Corbeyran m’en a voulu à l’époque, pourtant j’avais confié le second tome à un autre dessinateur que j’avais formé, mais ça n’a pas abouti. Avec le recul, je regrette un peu, je n’étais pas à l’aise dans le récit historique et j’aurais appris plus en dessinant la suite de Dragan ». Il travaille donc avec Simon Rocca sur la série Princesse Rouge, abandonnée en 1995.
En 1997 paraît le Premier acte de Zéro absolu, série coréalisée avec le scénariste Richard Marazano.

### La sérieSanctuaire

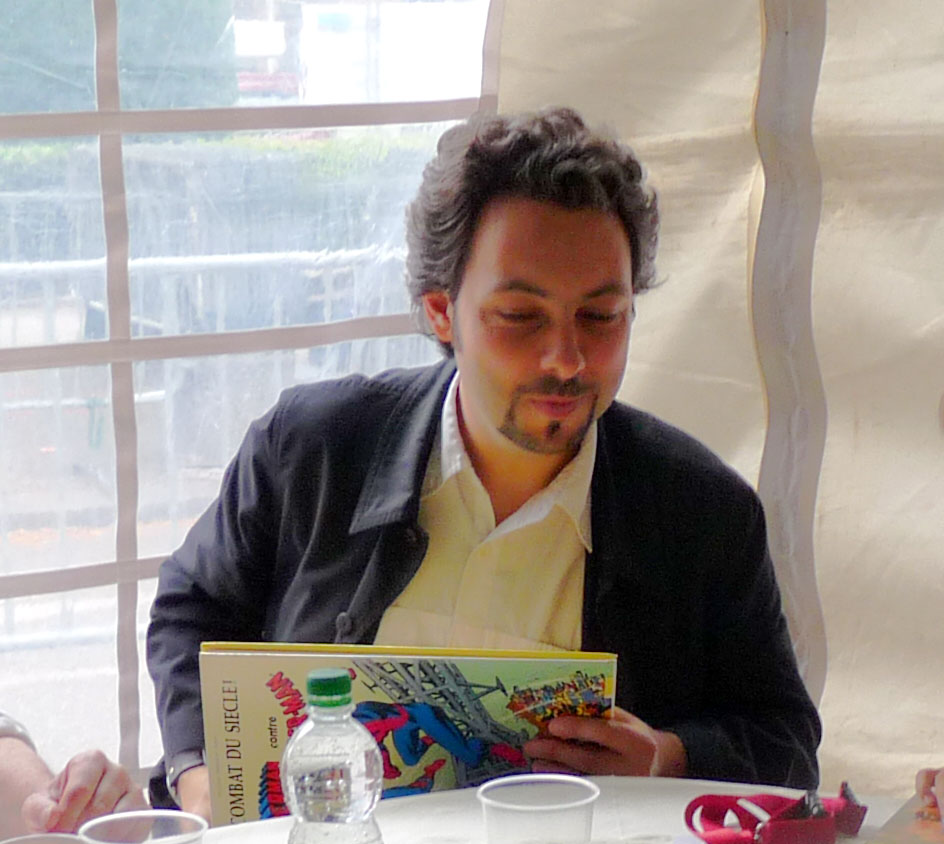
Xavier Dorison

Le premier tome de Sanctuaire en 2001 (écrit par Xavier Dorison et mis en couleur par Homer Reyes), paraît aux Humanoïdes Associés. Quand paraît le troisième tome Môth en 2004, plus de 300 000 albums ont été vendus[réf. nécessaire] ; il est nommé comme meilleur album de bande dessinée la même année au Festival du film policier de Cognac et au Festival du Film Jules Verne[réf. nécessaire].
Cette série intéresse une société de production à Hollywood, RAW Progressive Films, pour une adaptation cinématographique. Malgré la mise en chantier de la production, le projet est rapidement abandonné à l’annonce, par Screen Gems, de la sortie prochaine (en 2005) de La Crypte. Ce film de Bruce Hunt présente une forte ressemblance avec la bande dessinée. « En effet, ce n’est pas loin d’être un plagiat, j’ai retrouvé une cinquantaine de plans issus de la bande dessinée dans le film », regrette Christophe Bec. L’éditeur DC Comics s’est également intéressé à Sanctuaire et la traduit l'année suivante sous le titre Sanctum.

### En tant que dessinateur et scénariste
« Ce sont deux métiers à part et très différents. J’aime varier les collaborations, être scénariste offre cela bien plus qu’en étant simplement dessinateur. […] Je n’ai pas spécialement une haute estime de mon dessin et j’estime donc que certains dessinateurs illustrent beaucoup mieux que moi certaines de mes histoires. De plus, j’écris parfois certains scénarios pour des styles de dessin dont je suis à l’opposé. C’est aussi l’intérêt d’être scénariste, laisser un autre que soi amener sa propre vision sur son œuvre »

— Christophe Bec
Il rencontre son futur ami, le scénariste Stéphane Betbeder, avec qui il participe à la création du one shot Anna de cent dix pages en noir et blanc, publié par La Boîte à bulles en 2004.
La même année, Christophe Bec devient pour la première fois scénariste à part entière, écrivant pour le dessinateur italien Paolo Mottura la série Carême qui reçoit le Prix Albert-Uderzo (Sanglier de bronze au meilleur jeune talent) en 2005, ainsi que de nombreuses nominations dans les festivals de bande dessinée[réf. nécessaire] bien que les ventes restent faibles.
Le Temps des loups, « hommage à tout le cinéma fantastique des années 1980 que j'affectionne : John Carpenter, David Cronenberg, Sam Raimi… », que publient Les Humanoïdes Associés en 2006, est la première œuvre sur laquelle il travaille en tant qu’auteur complet. Il est assisté par le dessinateur Luca Raimondo et le coloriste Nicolas Bastide à partir du second tome, sorti en 2008 chez Soleil à la suite d'une crise financière chez les Humanos. Toujours en 2006, il coécrit avec Stéphane Betbeder un thriller militaire d'anticipation, Bunker aux éditions Dupuis, dont il dessine seulement le premier volet avant d’être remplacé par Nicola Genzianella en 2008 pour le second.
L'année suivante, en 2007, il rencontre le dessinateur italien Stefano Raffaele, créateur de Fragile aux Humanoïdes Associés, qui illustre deux nouvelles séries de Bec : l’histoire d’horreur Pandemonium du même éditeur, dont l'histoire est librement inspirée du fait divers réel de Waverly Hills Sanatorium dans lequel plus de soixante-trois mille patients ont trouvé la mort entre 1920 et 1960, et le thriller fantastique Sarah coécrit avec Stéphane Betbeder chez Dupuis.
Il publie également le thriller écologique Carthago avec Éric Henninot au dessin, pour lequel il s'inspire partiellement de l’affaire Cousteau relatée dans la revue Le Monde de l'inconnu no 290 en 2001 et qui avait éclaté le 26 juin 1995. « Ce que je souhaite faire passer comme idée, c'est qu'il est très facile de sensibiliser les gens sur le sort du panda, parce que c'est mignon, mais je pense que la survie de la planète ne dépend pas du panda, mais des prédateurs, ceux qui sont en haut de la chaîne alimentaire. Le jour où ceux-ci disparaîtront, cela voudra dire que la chaîne a été brisée et ce sera la fin de l'espèce humaine ».
Il reprend son activité de dessinateur pour un projet ayant pour titre Prométhée, dont le début paraît chez Soleil en 2008.
Exceptionnellement, il participe au scénario inspiré d’un reportage sur une mine de diamants en Afrique du Sud pour Diamond, premier tome du Casse, série au thème imposé par le directeur de collection David Chauvel. L’album est sorti en janvier 2010.
Dans sa jeunesse, Christophe Bec était impressionné par la taille du géant Robert Wadlow qui mesurait 2,72 m pour un poids de 199 kg lorsqu’il mourut à l'âge de vingt-deux ans ; il s'était fait la promesse de raconter son histoire. Cette promesse est concrétisée en février 2010 : le one shot Wadlow, la trop courte destinée de l’homme le plus grand du monde est publié par Quadrants avec le dessinateur Nicolas Sure.
En tant dessinateur, pour Soleil, il travaille avec Éric Corbeyran sur le scénario Doppelgänger, une aventure fantastique sortie le 26 janvier 2011.

### Films
Bien qu'il pratique la photographie pour le besoin de ses dessins, Christophe Bec devait tourner en octobre 2011 son court métrage Les Tourbières noires avec les producteurs de Metaluna Productions, en Aubrac dans le Massif central. En manque de financement, il le reporte alors à une date non précisée avec « les fonds nécessaires ». Plus tard, dans la même année, il écrit finalement un autre intitulé Frenchboy et commence à la mi-juin 2011 à Albi dans la région Midi-Pyrénées, avec Déborah Amsens et Simon Giesbert.
Il annonce son prochain court métrage Quand le jardinier rit sur son profil de Facebook, dont le tournage aurait lieu en juillet 2012. Le projet est abandonné à la suite de l'échec d'une production. En revanche, il réalise un autre court-métrage ayant pour titre Escape filmé au mois d'août à Naucelle dans l'Aveyron.
En 2018, Actualitté annonce l'adaptation au cinéma de la série Under.

## Œuvres

### One shots
- Hôtel particulier[15], Soleil, 2000
Scénario : Stéphane Betbeder - Dessin : Christophe Bec - Couleurs : N&B -  (ISBN 2-84565-105-8)
- Anna, La Boîte à bulles collection « Contre-jour », 2004
Scénario : Stéphane Betbeder - Dessin : Christophe Bec - Couleurs : N&B -  (ISBN 2-84953-011-5)
- Fontainebleau la maison du sang, Soleil collection « Hanté », 2008
Scénario : Christophe Bec - Dessin : Alessandro Bocci - Couleurs : Delphine Rieu -  (ISBN 978-2-302-00287-6)
- Wadlow, la trop courte destinée de l’homme le plus grand du monde, Quadrants, 2010
Scénario : Christophe Bec - Dessin et couleurs : Nicolas Sure -  (ISBN 978-2-302-00950-9)
- Sunlight, Glénat, Flesh and Bones, 2014
Scénario : Christophe Bec - Dessin : Bernard Khattou -  (ISBN 978-2-7234-9793-0)
- Les Tourbières noires, Glénat, 2016
Scénario : Christophe Bec  - Couleurs : Bertrand Denoulet -  (ISBN 978-2-7234-9297-3)
- Bikini Atoll, Glénat, Flesh and Bones, 2016
Scénario : Christophe Bec - Dessin : Bernard Khattou -  (ISBN 978-2-3440-0581-1)
- Blood Red Lake, Glénat, Flesh and Bones, 2016
Scénario : Christophe Bec - Dessin : Renato Arlem -  (ISBN 978-2-3440-1008-2)
- Winter Station, Glénat, Flesh and Bones, mars 2018
Scénario : Christophe Bec - Dessin : Cristi Pacurariu -  (ISBN 978-2-3440-1660-2)
- Placerville, Glénat, Flesh and Bones, avril 2018
Scénario : Christophe Bec - Dessin : Cyrille Ternon -  (ISBN 978-2-3440-1470-7)
- Conan le Cimmérien, tome 13 : Xuthal la Crépusculaire, Glénat, janvier 2022
Scénario : Christophe Bec - Dessin : Stevan Subic - Couleurs : Giulia Brusco -  (ISBN 978-2-3440-3581-8)

## Courts métrages
- 2011 : Les Tourbières noires (reporté)
- 2011 : Frenchboy
- 2012 : Quand le Jardinier rit (abandonné)[12]
- 2012 : Escape[13]

## Distinctions
Récompenses
- Prix Défi Jeune pour La Bête du Gévaudan en 1991 ;
- Prix Uderzo pour Carême en 2005 ;
- Brique d'Or au Festival de Toulouse pour Bunker en 2008 ;
- La BD est dans la presse au festival La BD est dans le pré pour Carthago 4, "Les Monolithes de Koubé" en 2015.

Nominations
- Alph-Art fanzine pour Esquisse au Festival d'Angoulême 1990 ;
- Prix du meilleur album de bande dessinée pour Sanctuaire T3 au Festival du film policier de Cognac 2004 ;
- Prix du meilleur album de bande dessinée pour Sanctuaire T3 au Festival du Film Jules Verne à Paris en 2004.